# Frequência normalizada
Frequência normalizada é a razão de uma frequência real e um valor de referência.

## Processamento digital de sinal
Em processamento digital de sinais, o valor de referência é normalmente a frequência de amostragem, denotada por {\displaystyle f_{s},\,}  em amostras por segundo, devido o conteúdo da frequência de um sinal amostrado ser completamente definido pelo conteúdo dentro de um período de {\displaystyle f_{s}\,} hertz, no máximo. Em outras palavras, a distribuição de frequência é periódica com período {\displaystyle f_{s}.\,}  Quando a frequência real {\displaystyle ,f,\,} tem unidades de hertz(unidades SI), as frequencias normalizadas, também denotadas por {\displaystyle f,\,}  têm unidades de ciclos por amostragem, e a periodicidade da distribuição normalizada é 1.  Quando a frequência real{\displaystyle ,\omega ,\,} tem unidades em radianos por segundo (frequência angular), as frequências normalizadas têm unidades de radianos por amostragem, e a periodicidade da distribuição é 2п.